# Bandera de Nova Zelanda
La bandera de Nova Zelanda és la bandera nacional de Nova Zelanda. És un drap de color blau amb la bandera del Regne Unit en el quarter i quatre estels vermells fimbriats de blanc que representen la constel·lació de la Creu del Sud en el batent. El seu disseny és herència del pavelló blau anglès. A més d'aquesta bandera nacional, té dues pavellons nacionals, un de civil i un altre de guerra. Són pràcticament iguals a la bandera nacional, variant únicament el color del drap; vermell en la civil, amb els estels blancs, i blanc en la de guerra, amb els estels vermells.
La història de la bandera d'aquesta nació es remunta al 1834, quan els pobles aborígens de Nova Zelanda van triar la primera ensenya. La bandera que es fa servir avui dia va ser introduïda el 1869, encara que no va ser adoptada oficialment fins al 1902.
S'ha proposat en diverses ocasions canviar la bandera neozelandesa per adoptar un nou disseny. S'han donat molts arguments a favor del canvi, per exemple, que la bandera actual ignora el llegat maori i dels altres pobles de la nació. De la mateixa forma, s'han presentat arguments en contra del canvi, entre ells que la bandera ha estat utilitzada durant molt temps i que ha estat la bandera que molts neozelandesos han lluitat per defensar, i que canviar-la seria una ofensa per a ells. Entre novembre de 2015 i març de 2016 es van dur a terme dos referèndums sobre aquest canvi de bandera, en els que es va decidir mantenir la bandera tradicional.

## Construcció i dimensions
Les proporcions de la bandera són 1:2, i les mides són 240 cm d'amplada per 120 cm d'alçada, mentre que la bandera britànica del quarter ocupa exactament un quart de la totalitat de la seva àrea, amb uns 120 cm d'amplada per 60 cm d'alçada. Els altres elements existents són les quatre estrelles amb vores blanques d'1 cm de gruix que es troben ocupant la part dreta del vol de la bandera. La seva formació representa la constel·lació de la Creu del Sud, encara que aquesta formació no s'ajusta del tot a la realitat. Les estrelles formen dos eixos: un que va del centre de l'estrella superior a l'estrella inferior, i un altre que va de l'estrella esquerra a l'estrella dreta. El primer eix, que és vertical, és perpendicular a la vora superior de la bandera, mentre que l'eix horitzontal és oblic a la vora lateral. A la part superior, amb 12 cm d'amplada, apareix la Gacrux, el centre a 24 cm de la vora superior de la bandera. Més avall, amb 14 cm d'amplada, hi ha l'Acrux, estant el seu centre a 96 cm de la vora superior. Les altres dues estrelles estan disposades de forma asimètrica i estan, geomètricament, en una rotació de 82° en el sentit negatiu respecte a l'eix vertical. A la dreta hi ha la Decrux, amb una amplada de 10 cm a una distància de 24 cm de la intersecció els eixos de les estrelles, i a l'esquerra apareix la Becrux, la qual té una amplada de 12 cm a una distància de 28 cm de la intersecció esmentada.

Plantilla de construcció de la bandera.

L'escrit que va aparèixer al New Zealand Gazette el 27 de juny de 1902 donava la seggüent descripció tècnica dels estels i la seva  posició a la bandera:
Els centres dels estels que formen el braç llarg de la creu han d'estar en una línia vertical al vol, a mig camí entre la bandera del Regne Unit i la vora exterior del vol de la bandera, i equidistants de les vores superior i inferior; i la distància entre els centres dels estels ha de ser igual a 36/60 parts de l'alt de la bandera.
Els centres dels estels que formen el braç curt de la creu han d'estar en una línia que intersequi la línia vertical en un angle de 82 graus amb ella, i que s'elevi des de prop de la cantonada inferior del vol de la bandera del Regne Unit cap a la cantonada superior del vol, el seu punt d'intersecció amb la línia vertical distant del centre del l'estel superior de la creu a 12/60 parts de l'alt de la bandera.
La distància del centre de l'estel més proper a la vora exterior de la posició de la bandera des del punt d'intersecció serà igual a 12/60 parts de l'alt de la bandera, i la distància del centre de l'estel més proper a la bandera del Regne Unit des del punt d'intersecció serà igual a 14/60 parts de l'alt de la bandera.
L'estel més proper a la vora de l'alt de la bandera mesurarà 5/60 parts, l'estel a la part superior de la creu i la més propera a la bandera del Regne Unit mesuraran 6/60 parts cadascuna, i l'estel a la part inferior de la creu mesurarà 7/60 parts de l'alt de la bandera a través dels seus respectius punts vermells, i l'amplada de les vores blanques dels estels serà en tots els casos igual a 1/120 part de l'alt de la bandera.

### Colors
Els colors són els mateixos que els de la bandera britànica. El govern neozelandès descriu els colors en el model de color Pantone.
| Model de color | Blau      | Vermell   | Blanc         |
| -------------- | --------- | --------- | ------------- |
| Pantone        | 280C      | 186C      | Blanc         |
| RGB            | 0, 0, 102 | 204, 0, 0 | 255, 255, 255 |
| HTML           | #000066   | #CC0000   | #FFFFFF       |

## Llei i protocol de la bandera
La Llei de protecció de banderes, emblemes i noms de 1981 regula l'ús de la bandera nacional i totes les altres banderes oficials. Aquesta llei, com la majoria de les altres lleis, pot ser modificada o derogada per majoria simple al Parlament. L'article 5.2 de la llei declara que la bandera és "el símbol del Regne, el Govern i el poble de Nova Zelanda". L'article 11.1 descriu dos delictes: alterar la bandera sense autoritat legal i utilitzar, exhibir, danyar o destruir la bandera en un lloc públic o a la seva vista amb la intenció de deshonrar-la.
El ministre d'Arts, Cultura i Patrimoni té l'autoritat per prescriure quan i com s'ha d'hisar la bandera i quines han de ser les mides, dimensions, proporcions i colors estàndard. En el seu paper assessor, el Ministeri de Cultura i Patrimoni ha publicat directrius per ajudar les persones en l'ús de la bandera. No cal cap permís per hissar la bandera, i es pot hissar tots els dies de l'any, s'anima especialment els edificis governamentals i públics amb pals de bandera a hissar la bandera durant l'horari laboral. Tanmateix, mai s'ha d'hisar en un estat deteriorat.
De novembre de 1941 a octubre del 1984, la Cerimònia d'Honor a la Bandera del Reglament de 1941 exigia que les escoles públiques commemoréssin les diades de Waitangi, Anzac, Commonwealth, l'aniversari del Rei, Trafalgar, l'Armistici i el Dominion Day. El 1984, es va estimar el cost de les banderes i els pals per onejar-les en uns 340.000 dòlars.
A diferència d'altres països, no hi ha una única "Diada de la Bandera" oficial a Nova Zelanda. Es pot fomentar l'oneig de banderes en certs dies commemoratius, a discreció del ministre d'Arts, Cultura i Patrimoni.
La bandera normalment només s'utilitza com a bandera vehicular per certs alts càrrecs, com ara: el Primer ministre i altres ministres; ambaixadors i alts comissionats (quan són a l'estranger); i el cap de les Forces de Defensa. En aquests casos, no s'utilitza cap afegit ni franja distintiva de la bandera.
La bandera oneja a mig pal a Nova Zelanda —sempre a discreció del ministre d'Arts, Cultura i Patrimoni— per indicar un període de dol. Entre les ocasions destacades en què la bandera onejava a mig pal hi ha: la mort de l'exprimer ministre David Lange, la mort i el funeral d'estat de l'alpinista Sir Edmund Hillary i la mort de la reina Elisabet II. Quan la bandera oneja a mig pal, s'ha de baixar a una posició recognoscible a mig pal per evitar l'aparició d'una bandera que hagi caigut accidentalment de la part superior del pal i la bandera ha de tenir com a mínim la seva pròpia alçada des de la part superior del pal.

## Banderes històriques

### Banderes primerenques
En la cultura maori no hi havia cap tradició de l'utilització de banderes fins que els missioners europeus les van introduir a Nova Zelanda a partir d ela dècada de 1830, els habitants les vàren adoptar i les van integrar en part de la seva cultura fent-les onejar en dies de festa o en celebracions. Alguns maoris enganxaven teixits tradicionals, com el paki, als seus vaixells quan participaven en el comerç internacional.
Les paraules maoris per a bandera són "kara" (de "color") o "haki" (de "Jack", una abreviatura d'"Union Jack").
El vaixell mercant Sir George Murray, construït a Horeke, a Hokianga, i comprat per Thomas McDonnell el 1831, va onejar una bandera amb la creu de Sant Jordi amb el quarter blau carregat amb una mitja lluna. El Sydney Herald va anomenar-la "els colors de Nova Zelanda", però potser només era la bandera familiar.

### Bandera de les Tribus Unides de Nova Zelanda
La primera bandera de Nova Zelanda va ser adoptada el 9 (o 20) de març de 1834 per una votació feta per les Tribus Unides de Nova Zelanda, una reunió de caps maoris convocada a Waitangi pel resident britànic James Busby. Les Tribus Unides van signar més tard el Tractat de Waitangi el 6 de febrer de 1835. Es van proposar tres banderes diferents, totes elles dissenyades pel missioner Henry Williams, que havia de tenir un paper important en la traducció del Tractat de Waitangi el 1840. Els caps van rebutjar dues altres propostes que incloïen la bandera del Regne Unit, a favor d'una creu de Sant Jordi modificada o l'Ensenya blanca britànica, que era la bandera utilitzada per Henry Williams als vaixells de la Societat Missionera de l'Església. Aquesta bandera va ser coneguda com la bandera de les Tribus Unides de Nova Zelanda i va ser publicada oficialment a Nova Gal·les del Sud l'agost de 1835, amb una descripció general que no esmentava ni la fimbriació ni el nombre de puntes dels estels.
La bandera de les Tribus Unides encara oneja a Waitangi i es pot veure la Diada de Waitangi.

Proposta descartada perquè oncloïa la bandera britànica.
Disseny inicial de la bandera (fimbrejat en negre).
Disseny finalment aprovat (fimbrejat en blanc) de bandera de les Tribus Unides de Nova Zelanda.

### Bandera britànica
Després de la signatura del Tractat de Waitangi, es continuà utilitzant la bandera britànica, tot i que la bandera de les Tribus Unides encara era utilitzada per diversos vaixells de Nova Zelanda i, en molts casos, a terra. com és el cas de l'assentament de la Companyia Neozelandesa a Wellington, per exemple, que va continuar utilitzant la bandera de les Tribus Unides fins que el governador William Hobson va enviar-hi una petita força armada el maig de 1840, després de la seva declaració de sobirania britànica, per substuir-la. La Union Jack, com a símbol de l'autoritat britànica, es va convertir en el focus de la Guerra del Flagstaff que va començar el 1844, marcant (segons alguns historiadors) l'inici de les Guerres de Nova Zelanda. La Union Jack va ser descrita com la "bandera superior", que onejava per sobre de la bandera de Nova Zelanda abans de 1965.

### Banderes basades en el pavelló blau britànic
Durant la campanya d'invasió de Waikato (juliol 1863 – abril 1864) de les Guerres de Nova Zelanda, les forces britàniques es van adonar que necessitaven accés als vaixells colonials per lluitar contra els maoris. Posteriorment, el govern colonial va adquirir vaixells que estaven equipats amb oficials de la Royal Navy. Els vaixells estaven sota control local i no de l'Almirallat. Un vaixell armat, el Victoria, propietat de la Colònia de Victòria, va transportar reforços a Nova Zelanda per a la campanya i va participar en els bombardejos dels maoris. El govern britànic estava preocupat perquè les seves colònies desenvolupessin les seves pròpies marines fora del control de l'Almirallat de la Royal Navy.
Aquest fet va portar el parlament britànic a aprovar la Llei de Defensa Naval Colonial de 1865, que permetia als governs colonials posseir vaixells, fins i tot amb finalitats militars, amb la condició que haurien d'estar sota el comandament de la Royal Navy. El 1866, l'Almirallat Britànic va aconsellar a les colònies que si posseïen vaixells regits per aquesta Llei, havien d'enarborar el pavelló blau britànic, però que també havien d'incloure a la bandera el segell o la insígnia de la colònia. Nova Zelanda no tenia una insígnia colonial, ni tan sols un escut d'armes propi, per tant, el 1867 es van afegit les lletres "NZ" sobre el pavelló blau, després d'un decret del governador George Grey de data del 15 de gener de 1867.
El 1869, el llavors primer tinent del vaixell Blanche de la Royal Navy, Albert Hastings Markham, va presentar un disseny a Sir George Bowen, el governador de Nova Zelanda, per a una bandera per a Nova Zelanda fruit de la petició feta per Bowen a Markham per elaborar un nou disseny de bandera, arran d'una petició a Bowen de l'Oficina Colonial. La seva proposta, que incorporava la Creu del Sud, va ser aprovada el 23 d'octubre de 1869.  Inicialment només s'havia d'utilitzar en vaixells governamentals.
Per acabar amb la confusió entre els diversos dissenys de bandera, el govern liberal de Nova Zelanda va aprovar la Llei de la bandera de Nova Zelanda de 1901, ratificada pel rei Eduard VII el 24 de març de 1902.

Pavelló blau britànic.
Bandera naval de Nova Zelanda 1867.
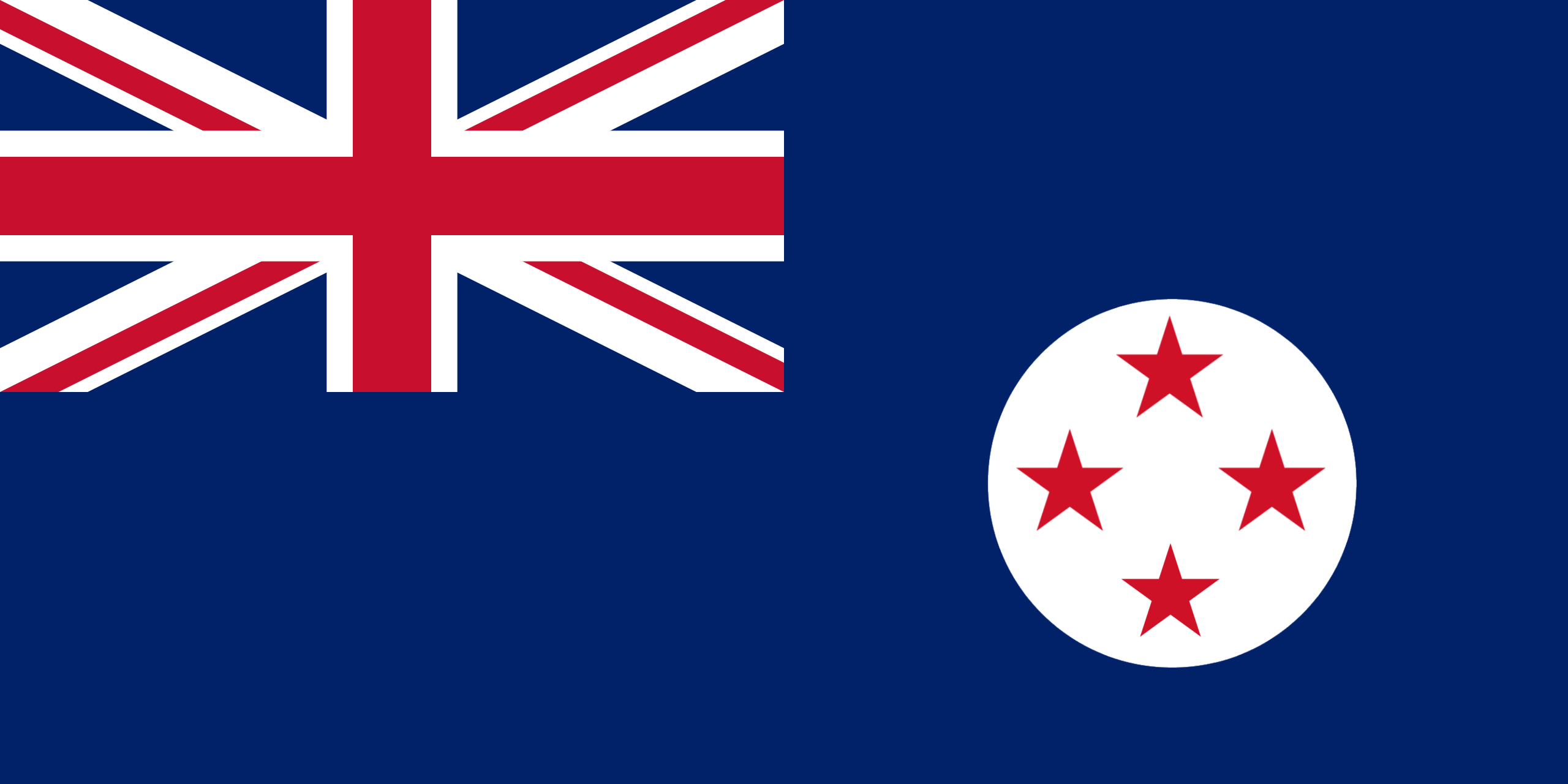
Bandera de senyalització de Nova Zelanda.

### Bandera de guerra
Un dels primers registres de la bandera blava de Nova Zelanda en batalla va ser al lloc de Quinn, península de Gal·lípoli, el 1915. No  va onejar oficialment. La bandera va ser portada de tornada a Nova Zelanda pel soldat John Taylor, del Batalló de Canterbury. el primer cop que va onejar oficialment en batalla va ser des de l'HMNZS Achilles durant la batalla del Riu de la Plata el 1939.

## Debat sobre el canvi de bandera

Bandera de la falguera platejada.

Amb la bandera del Regne Unit al quarter superior esquerra, la bandera de Nova Zelanda encara proclama el seu orígen com a colònia britànica. Alguns neozelandesos creuen que una nova bandera reflectiria millor laindependència de l'estat, mentre que d'altres argumenten que el disseny representa els forts vincles passats i presents de Nova Zelanda amb el Regne Unit i la seva història com a part de l'Imperi Britànic. De la mateixa manera, el debat sobre un canvi de bandera ha sorgit sovint en relació amb la qüestió del republicanisme a Nova Zelanda. La constel·lació de la Creu del Sud es representa en altres banderes, com la bandera d'Austràlia, tot i que en el cas d'Austràlia hi ha cinc estels totalment blancs i un addicional de més gran sota el quarter amb la bandera del Regne Unit, mentre que els quatre estels de Nova Zelanda són totalment vermells. Aquesta similitud entre les banderes d'Austràlia i Nova Zelanda sovint provoca que es confonguin, i aquesta confusió va ser citada pel moviment "Change the NZ Flag" com una de les raons per adoptar un disseny diferent.
El debat sobre mantenir o canviar la bandera de Nova Zelanda va començar abans del maig de 1973, quan el Partit Laborista va rebutjar a la seva conferència nacional la proposta que "Nova Zelanda es declarés república, canviés la bandera nacional i l'himne nacional". El novembre de 1979, el ministre de l'Interior, Allan Highet, va suggerir que es canviés el disseny de la bandera i va buscar un artista per dissenyar una nova bandera amb la fulla de falguera platejada, però la proposta va rebre poc suport.
El 1994, el diputat del Partit Demòcrata Cristià Graeme Lee va presentar un projecte de llei d'esmena sobre la protecció de banderes, himnes, emblemes i noms. Si s'aprovava, el projecte de llei hauria consolidat la Llei que regeix la bandera (vegeu § Llei i protocol de la bandera) i hauria afegit els himnes de Nova Zelanda, requerint una majoria del 65 per cent dels vots al Parlament abans que qualsevol legislació futura pogués canviar la bandera. El projecte de llei va ser aprovat en primera lectura, però va ser rebutjat en segona lectura per 26 vots a 37.
El 1998, la primera ministra Jenny Shipley va donar suport a la petició de la ministra d'Afers Culturals, Marie Hasler, de canviar la bandera. Shipley, juntament amb la Junta de Turisme de Nova Zelanda, va proposar la bandera quasi nacional de la falguera platejada (una fulla de falguera platejada sobre un camp negre, seguint la línia de la bandera canadenca de la fulla d'auró) com a possible bandera alternativa.
El 5 d'agost de 2010, el diputat laborista Charles Chauvel va presentar un projecte de llei per a una comissió consultiva seguida d'un referèndum sobre la bandera de Nova Zelanda.

### Referèndums de 2015 i 2016

Bandera de la falguera platejada (negra, blanca i blava) dissenyada per Kyle Lockwood i guanyadora del primer referèndum.

L'11 de març de 2014, el primer ministre John Key va anunciar en un discurs la seva intenció de celebrar un referèndum, durant la propera legislatura, sobre l'adopció d'una nova bandera. Key va declarar: "Crec, i crec que molts neozelandesos la comparteixen cada cop més, que el disseny de la bandera de Nova Zelanda simbolitza una era colonial i postcolonial el temps de la qual ja ha passat". Després de la reelecció del seu partit aquell any, es van anunciar els detalls dels dos referèndums. El primer referèndum es va fixar per al novembre de 2015, permetent als votants decidir un disseny preferit d'entre cinc opcions. El segon referèndum fixat pel març de 2016 permetria escollir entre el disseny guanyador i la bandera actual.
Si la bandera hagués canviat, la bandera actual (descrita com la "bandera de 1902") de Nova Zelanda hauria estat "reconeguda com una bandera de significació històrica", i se n'hauria permès l'ús continuat. Els documents oficials que representen la bandera actual només s'haurien substituït per mitjans ordinaris, per exemple, un permís de conduir existent hauria estat vàlid fins a la seva data de renovació.
L'11 de desembre de 2015 es van anunciar els resultats preliminars del primer referèndum. El disseny negre, blanc i blau, amb una falguera platejada i estels vermells, va ser-ne la guanyadora. Aquest disseny de bandera no va guanyar el segon referèndum. Segons els resultats preliminars anunciats el 24 de març de 2016, es va escollir la bandera de 1902 per continuar sent la bandera de Nova Zelanda. El 56,7% va votar a favor de mantenir l'actual bandera, amb una participació del 67,3% del cens. El 43,3% va estar a favor de canviar-la pel disseny de Kyle Lockwood.

### Campanya de la bandera Red Peak

Bandera Read Peak dissenyada per Aaron Dustin.

A mitjans de 2015, l'interès públic es va concentrar al voltant d'un disseny de bandera alternatiu conegut com a "Red Peak" creat per Aaron Dustin. Tot i que la bandera Red Peak va ser inicialment exclosa de la llista de finalistes del Flag Consideration Panel, el disseny va obtenir un ampli suport a través d'una campanya popular liderada pel cofundador del lloc web de subhastes "Trade Me", Rowan Simpson. Una petició en línia que demanava la seva inclusió al referèndum va rebre més de 50.000 signatures. En resposta a aquesta pressió pública, el govern de Nova Zelanda va modificar les seccions 5 i 13 de la Llei de Referèndums de Bandera el setembre de 2015 per permetre que la bandera Red Peak s'afegís com a cinquena opció al primer referèndum. Malgrat la seva inclusió, Red Peak va ser eliminada a la tercera ronda de votació, rebent només el 8,77% dels vots.

## Altres banderes
La bandera coneguda popularment amb el nom de Tino rangatiratanga (maori per a "sobirania absoluta") va ser dissenyada el 1989. Ha estat reconeguda com a bandera nacional maori.